# 鱼池朝鲜族乡
鱼池朝鲜族乡（中国朝鲜语：／）是中华人民共和国黑龙江省哈尔滨市尚志市下辖的一个民族乡。

## 行政区划
鱼池朝鲜族乡下辖以下村级行政区划单位：
鱼池村、筒子沟村、开道村、兴安村、昌平村、新兴村和锦河村。